# Unterseeboot UB-106
Pour les autres navires du même nom, voir Unterseeboot 106.
L'Unterseeboot UB-106 est un sous-marin (U-Boot) allemand de type UB III utilisé par la Kaiserliche Marine pendant la Première Guerre mondiale. Il est mis en service dans la marine impériale allemande le 7 février 1918.
L'UB-106 a été perdu dans un accident le 15 mars 1918, mais a ensuite été renfloué et remis en service. Il s’est rendu aux Alliés à Harwich le 26 novembre 1918. Après être passé aux mains des Britanniques, l'UB-97 a été remorqué jusqu’à Falmouth avec cinq autres sous-marins pour être utilisé par la Royal Navy dans une série d’essais d’explosifs dans la baie de Falmouth, afin de trouver des faiblesses dans leur conception. Après son utilisation du 13 au 17 janvier 1921, l'UB-106 fut abandonné sur Castle Beach et vendu à R. Roskelly & Rodgers le 19 avril 1921 pour la ferraille (pour 125 £), et partiellement démantelé au cours des décennies suivantes, bien que des parties soient restées sur place.

## Conception
Comme tous les sous-marins de type UB III, l'UB-106 avait un déplacement de 519 tonnes en surface et de 649 tonnes en immersion. Ses moteurs lui permettaient de naviguer à 13,3 nœuds (24,6 km/h) en surface et à 7,4 nœuds (13,7 km/h) en immersion. Il avait un rayon d'action de 7420 milles de marins (13740 km) à sa vitesse de croisière. L'UB-106 transportait 10 torpilles et était armé d’un canon de pont de 8,8 cm. L'UB-106 avait un équipage pouvant compter jusqu’à 3 officiers et 31 hommes.

## Historique des services
L'UB-106 a été construit par Blohm & Voss de Hambourg. Après un peu moins d’un an de construction, il a été lancé à Hambourg le 21 juillet 1917. Il a été mis en service au début de l’année suivante sous le commandement de l'Oberleutnant zur See Hugo Thielmann.

## Commandants
- Oberleutnant zur See Hugo Thielmann [5] : du 7 février au 18 mars 1918
- Oblt.z.S. Max Schmidt [6] : du 19 mars au 11 novembre 1918